# باول فيفري
باول فيفري (بالفرنسية: Paul Faivre) هو ممثل فرنسي، ولد في 3 مارس 1886 في فرنسا، وتوفي في 5 مارس 1973 بباريس في فرنسا.

## أعمال

### أفلام
- (1947) السيد فينسنت
- (1966) المطعم الكبير

## وصلات خارجية
- باول فيفري على موقع IMDb (الإنجليزية)
- باول فيفري على موقع ألو سيني (الفرنسية)
- باول فيفري على موقع أول موفي (الإنجليزية)
- باول فيفري على موقع قاعدة بيانات الأفلام السويدية (السويدية)
- باول فيفري على موقع قاعدة بيانات الفيلم (الإنجليزية)
- باول فيفري على موقع كينوبويسك (الروسية)